# Васа (брод)
Васа је ратни брод који је између 1626. и 1628. изграђен за шведског краља Густава II Адолфа. Брод је потонуо 10. августа 1628. године пловећи само око 20 минута. У 17. веку су изведени први покушаји вађења брода са дна али је то успешно изведено тек 24. априла 1961. године. На броду је сачувано хиљаде аптефакта. Сам брод и предмети пронађени на њему пружају историчарима веома прецизан увид у поморско ратовање, технике бродоградње и свакодневни живот прве половине 17. века. Васа је био привремено смаштен у Васаварвету до 1987. године, када је премештен у Васа музеј у Стокхолму.